# Стивенвил (Тексас)
Стивенвил (енгл. Stephenville) град је у америчкој савезној држави Тексас. По попису становништва из 2010. у њему је живело 17.123 становника.

## Демографија
Према попису становништва из 2010. у граду је живело 17.123 становника, што је 2.202 (14,8%) становника више него 2000. године.
| Група             | 2000.          | 2010.          |
| Белци             | 12.686 (85,0%) | 13.634 (79,6%) |
| Афроамериканци    | 219 (1,5%)     | 373 (2,2%)     |
| Азијати           | 97 (0,7%)      | 203 (1,2%)     |
| Хиспаноамериканци | 1.725 (11,6%)  | 2.690 (15,7%)  |
| Укупно            | 14.921         | 17.123         |